# Euphorbia sebastinei
Euphorbia sebastinei är en törelväxtart som beskrevs av M.S. Binojkumar och Nambiyath Puthansurayil Balakrishnan. Euphorbia sebastinei ingår i släktet törlar, och familjen törelväxter. Inga underarter finns listade i Catalogue of Life.